# Robert-Jon McCarthy
Robert-Jon McCarthy (30 maart 1994) is een Australisch-Iers voormalig wielrenner.

## Carrière
McCarthy werd in Ierland geboren, maar verhuisde op achtjarige leeftijd naar Australië. Als junior was hij een beloftevol spurter, zo won hij in 2012 het Australisch kampioenschap waar hij Caleb Ewan klopte.
In 2014 tekende de zijn eerste contract bij An Post-Chainreaction. Hij overtuigde bij dit team door dat jaar 2 UCI-wedstrijden te winnen. Namelijk de derde en eerste etappe in respectievelijk de Herald Sun Tour en de An Post Rás. Door deze resultaten tekende McCarthy voor aanvang van het seizoen 2015 een contract bij SEG Racing. Ondanks een tweede plaats in de laatste etappe van de Triptyque des Monts et Châteaux bleef McCarthy slechts één seizoen bij de Nederlandse opleidingsploeg. Na heel 2016 aan geen enkele UCI-koers te hebben deelgenomen maakte hij in 2017 de overstap naar JLT Condor.

## Overwinningen
2012
 Australisch kampioen op de weg, Junioren
2e etappe Keizer der Juniores
2014
3e etappe Herald Sun Tour
1e etappe An Post Rás
2018
2e etappe An Post Rás

## Ploegen
- 2014 –  An Post-Chainreaction
- 2015 –  SEG Racing
- 2017 –  JLT Condor
- 2018 –  JLT Condor
- 2019 –  Canyon dhb p/b Bloor Homes

Archbold · Christie · Claeys · Doull · Downey · Dunne · Franssen · Frend · Gate · R.-J. McCarthy · McNally · Mullen · O'Shea · Traksel · Vanden Bak · Wilson · McCarth (stagiair)
van den Berg · Biermans · Bokeloh · Bouwman · Bovenhuis · van Dongen · Gunst · Havik · Jakobsen · Jiang · Klaris · Lammertink · Leemans · Loh · McCarthy · Peters
Bibby · Bradbury · Briggs · Burton · Clancy · Gibson · Gullen · Laverack · McCarthy · Moses · Mould · Slater · Stewart · Wood